# Max Berg
Max Berg, nome completo Max Paul Eduard Berg (Stettino, 17 aprile 1870 – Baden-Baden, 22 gennaio 1947), è stato un architetto tedesco.

## Biografia

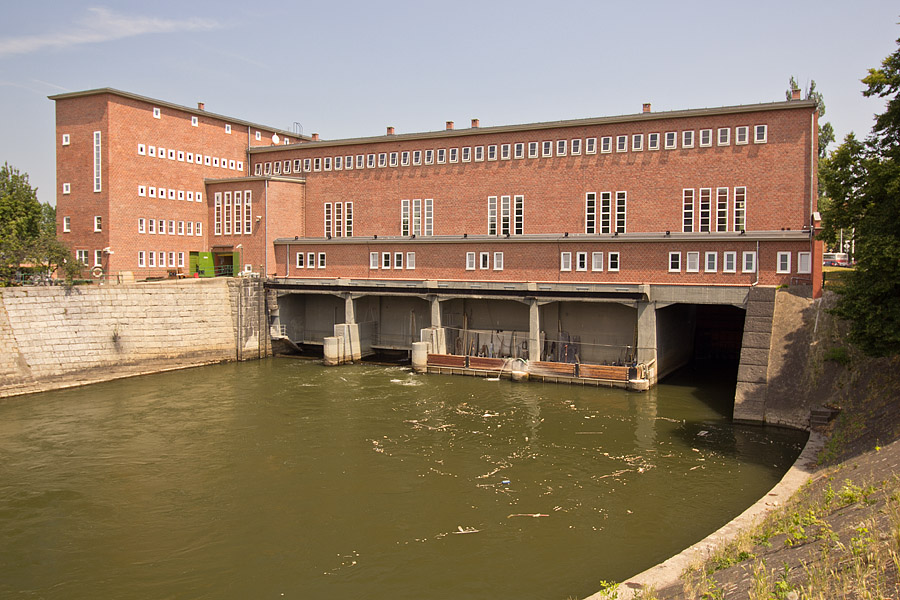
Centrale idroelettrica Nord Oder e Sud Oder a Breslavia (1920 e 1925)

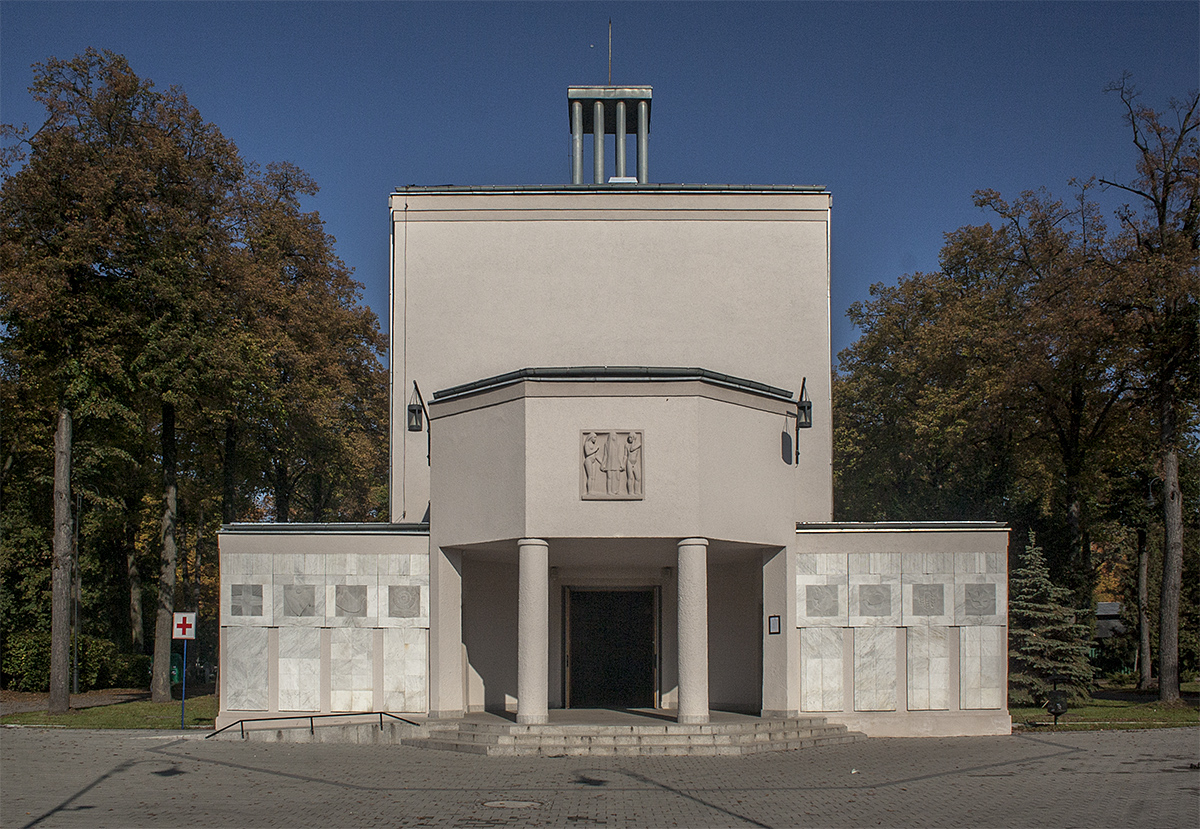
Cappella del cimitero di Osobowicki

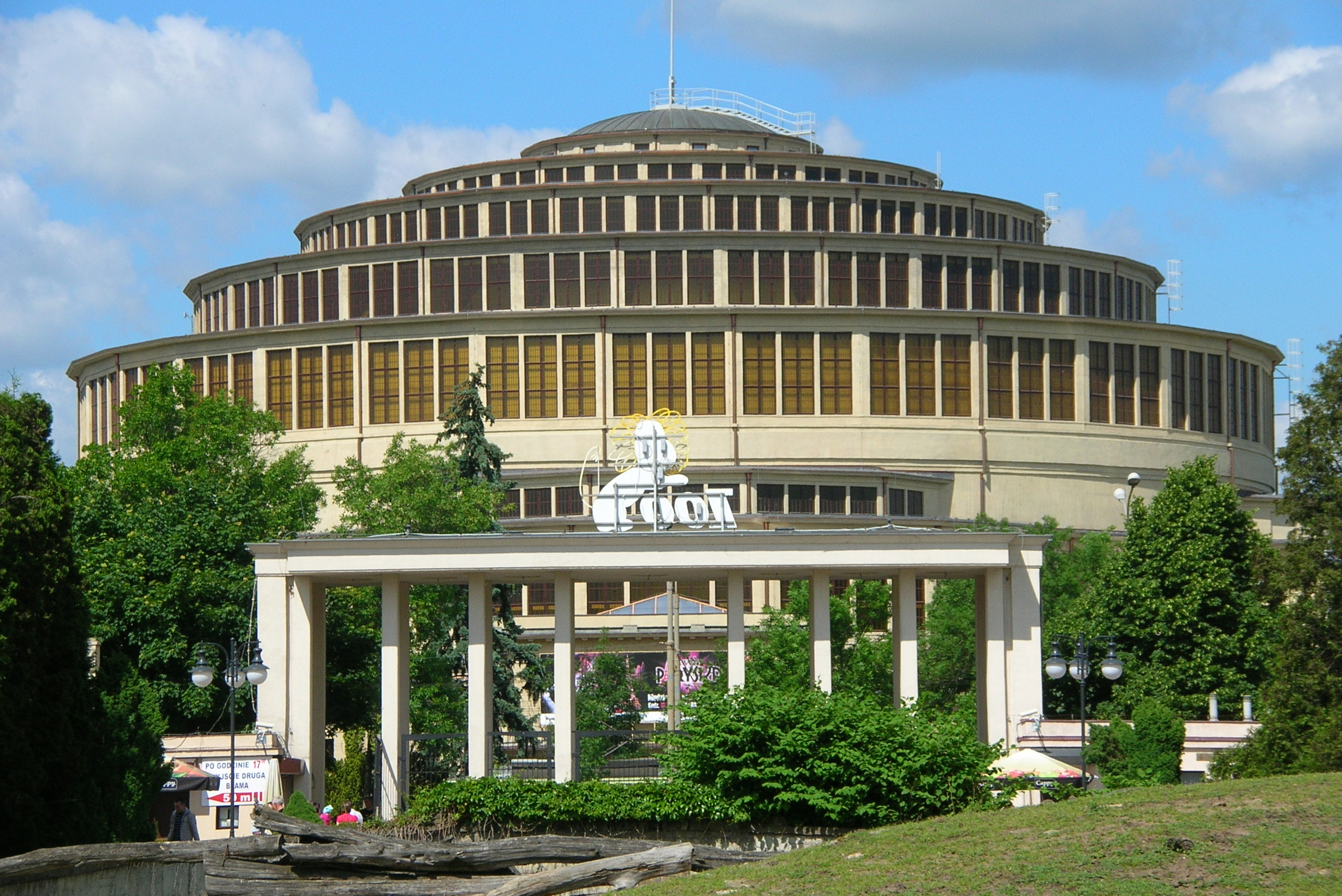
Sala del Centenario dopo la ristrutturazione nel 2009

Max Berg fu uno dei più importanti architetti del suo tempo, ed operò soprattutto a Breslavia. La sua carriera di studi culminò con la Technische Hochschule di Charlottenburg a Berlino, dove seguì le lezioni dei maestri Karl Schaefer e Franz Adickes. Dopo la laurea lavorò come ispettore edile a Francoforte sul Meno, e nel 1907 venne incaricato di delineare un progetto per la riqualificazione di Berlino. Sebbene questi piani non siano mai stati realizzati, ciò non ha fermato la sua formazione. Nel 1909 fu nominato architetto capo di Breslavia, carica che conservò fino al 1913. Si avvicinò alla scuola espressionista tedesca, di cui fu uno dei precursori, per quanto Berg trovi le sue radici nell'ambiente del tardo Romanticismo e dell'Eclettismo.
Iniziò a progettare il suo lavoro più significativo, l'enorme cupola, l'imponente e ardita struttura circolare in cemento armato, il suo Jahrhunderthalle (1910-1913, Sala del Centenario) a Breslavia, designata patrimonio mondiale dell'UNESCO nel 2006. Un grande anfiteatro a pianta circolare coperto da una cupola a cemento armato impostata su enormi arconi che seguono la curvatura snodandosi nelle tre dimensioni: al di sopra di essi si innesta una struttura a centine la cui curvatura è risolta al'esterno con una rastremazione a gradoni dentro i quali sono ricavate ampie finestre che illuminano tutto l'invaso. L'eleganza strutturale dello Jahrhunderthalle fece nascere nella critica più recente, un parallelismo con le opere di Pier Luigi Nervi del secondo dopoguerra. Risultò un argomento di notevoli discussioni la sua aderenza al Modernismo, di cui diventò un appassionato sostenitore, in particolare delle strutture di cemento uniformi, concentrando il suo interesse soprattutto sull'aspetto strutturale della costruzione e portando l'uso del cemento armato a un qualificato livello di sviluppo.
Berg iniziò a cambiare l'aspetto di Breslavia, con strutture che inclusero le centrali idroelettriche Nord Oder e Sud Oder, su entrambi i lati del ponte Pomorska (1920 e 1925), la stazione ferroviaria (Breslavia, 1914), la cappella modernista e la camera dell'obitorio nel cimitero di Osobowicki, la Sala delle esposizioni Messehof. La sua visione comprendeva piani maniacali per abbattere gli edifici che circondavano il Rynek, sostituendoli con blocchi di uffici in cemento e una torre di 20 piani. Nel 1925 diventò disilluso a causa della mancanza di sostegno, abbandonò la sua attività architettonica e si dedicò allo studio della mistica cristiana. Da appassionato umanitario si rifiutò di unirsi ai nazisti, vivendo il resto dei suoi giorni nella città termale di Baden Baden.

## Opere
- Jahrhunderthalle, Sala del Centenario) a Breslavia (1910-1913);
- Centrali idroelettriche Nord Oder e Sud Oder a Breslavia (1920 e 1925);
- Stazione ferroviaria a Breslavia (1914);
- Cappella modernista e la camera dell'obitorio nel cimitero di Osobowicki;
- Sala delle esposizioni Messehof.